# WWF The Wrestling Classic
The Wrestling Classic – gala pay-per-view wyprodukowana przez World Wrestling Federation (WWF), która miała miejsce 7 listopada 1985 w Rosemont Horizon w Rosemont, Illinois.
Walką wieczoru był finał 16-osobowego turnieju, gdzie Junkyard Dog pokonał Randy'ego Savage'a. Karta oferowała 16-osobowy eliminacyjny turniej i walkę pomiędzy Hulkiem Hoganem a Roddym Piperem o WWF Championship.
The Wrestling Classic jest pierwszym pay-per-view bez tag team matchu w karcie. Następną taką galą PPV jest Royal Rumble z 2005 roku. Dzięki temu, mistrzowie The Dream Team (Brutus Beefcake i Greg Valentine) nie pojawili się w karcie. Poprzedni mistrzowie The Iron Sheik i Nikolai Volkoff, a także pretendenci do pasów tag team The British Bulldogs (Davey Boy Smith i The Dynamite Kid) wzięli pojedynczy udział w turnieju.

## Przygotowania

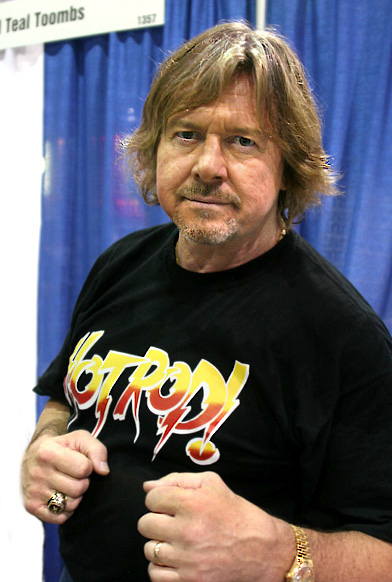
Roddy Piper, który walczył przeciwko Hulkowi Hoganowi o WWF Championship na Wrestling Classic

Główną rywalizacją przed The Wrestling Classic była pomiędzy Hulkiem Hoganem i Roddym Piperem, gdzie ta dwójka walczyła o WWF Championship. W 1985, Piper został głównym heelem federacji po tym jak zbojkotował rodzący się Rock 'n' Wrestling connection, co doprowadziło do konfrontacji z Hoganem.. W lutym, walczyli przeciwko sobie na The War to Settle the Score o pas należący do Hogana, gdzie mistrz zachował go poprzez dyskwalifikację. Ich rywalizacja była jednym z czynników, które doprowadziło do powstania WrestleManii. W walce wieczoru pierwszej WrestleManii, Hogan i celebryta Mr. T pokonali Pipera i Paula Orndorffa. Hogan rywalizował z Piperem i Bobem Ortonem przed resztę roku, głównie wygrywając poprzez dyskwalifikacje, prowadząc do walki o tytuł WWF pomiędzy Hogan i Piperem na Wrestling Classic. Turniej był również promowany w telewizji WWF.

## Gala
Na gali pay-per-view odbył się 16-osobowy turniej nazwany "The Wrestling Classic". Pierwsza runda turnieju rozpoczęła się walką pomiędzy Adrianem Adonisem (z menadżerem Jimmym Hartem) i Corporal Kirchnerem, gdzie Adonis wyszedł zwycięsko poprzez DDT. Następnie Dynamite Kid spotkał się w ringu z Nikolaiem Volkoffem (z menadżerem Freddie Blassiem) i zanim mecz się rozpoczął, Volkoff zaśpiewał Hymn Państwowy Federacji Rosyjskiej. Kiedy skończył, dzwon rozbrzmiał i Dynamite, który wspiął się na górę narożnika, zaatakował Rosjanina missile dropkickiem. Następnie szybko przypiął go wygrywając mecz w około sześć sekund (oficjalny czas to 9 sekund, wyrównując się z 'rekordem' King Kong Bundy'ego z WrestleManii I). Randy Savage (z Miss Elizabeth) następnie pokonał "Polish Power" Ivana Putskiego mając obie stopy położone na środkowej linie i przypinając Ivana. Ricky Steamboat walczył z Daveyem Boyem Smithem w rzadkim meczu, gdzie dwóch ulubieńców publiki stanęło naprzeciw sobie. Walka została zakończona, gdy Smith wylądował na linach próbując zaatakować Steamboata, lecz Steamboat się odsunął i Smith kontuzjował swoją pachwinę, przez co nie mógł kontynuować walki, więc Steamboat został nagrodzony wygraną przez poddanie się. Junkyard Dog zmierzył się z The Iron Sheikiem (w/ Freddie Blassie). Mecz zaczął się i Sheik użył chokeslamu na JYD, który był w kurtce. Następnie wykonał na nim camel clutch jednakże przeciwnik się nie poddał. Ostatecznie, JYD wykonał headbutt na Sheiku i przypiął go wygrywając mecz. Walka Moondoga Spota i Terry'ego Funka (w/ Jimmy Hart) była następna. Obaj nie chcieli ze sobą walczyć, więc za sugestią Funka zaczęli opuszczać ring. Funk jednak zaatakował Spota od tyłu i próbował wrócił do ringu chcąc wygrać poprzez wyliczenie, lecz Spot uniemożliwił mu to i wrócił do niego sam, wygrywając poprzez wyliczenie. WWF Intercontinental Champion Tito Santana zmierzył się z The Magnificent Muraco (w/ Mr. Fuji). Santana przypiął Muraco szybkim small package'em, lecz przytrafiła mu się kontuzja pachwiny, przez którą nie mógł wziąć w dalszej części turnieju. W finałowej walce pierwszej rundy zmierzyli się Paul Orndorff i Bob Orton. Orton został zdyskwalifikowany, dzięki czemu Orndorff przeszedł dalej.
Ćwierćfinały rozpoczęły się walką pomiędzy Adrianem Adonisem a Dynamite Kidem. Podczas meczu, Adonis przez przypadek zaatakował swojego menadżera Jimmy'ego Harta. Dynamite to wykorzystał i przypiął Adonisa wygrywając mecz. Ricky Steamboat spotkał się z Randym Savage'em w następnej walce. Sędzia został rozproszony przez Miss Elizabeth i Savage wykorzystał to, zakładając kastet i uderzając Steamboata, a następnie przypiął go i wygrał walkę. Później Junkyard Dog pokonał Moondog Spota po headbutcie. W walce nie brał udział sędzia, więc JYD sam odliczył do trzech. Komentatorzy Gorilla Monsoon i Jesse Ventura oznajmili, że ostatecznie odliczenie Junkyard Doga było legalne. Walka Tito Santany i Paula Orndorffa zakończyła się podwójnym wyliczeniem, elimininując obu wrestlerów z turnieju.
W jedynej nie-turniejowej walce, Hulk Hogan obronił swój WWF Championship przeciwko Roddy'emu Piperowi. Hogan zapiął bearhug na Piperze, lecz ten odpowiedział sleeper holdem. Sędzia został znokautowany i Piper zaatakował Hogana stalowym krzesełkiem, lecz po chwili Hogan zapiął sleeper hold na Piperze. Bob Orton pojawił się i zaatakował Hogana. Sędzia to zauważył i zdyskwalifikował Piperea. Piper i Orton kontynuowali atak na Hogana, jednakże po chwili pojawił się Paul Orndorff i wyczyścił ring.
W półfinałach, pierwsza i jedyna walka była pomiędzy Randym Savage'em i Dynamite Kidem. Dynamite Kid wykonał superplex na Savage'u z górnej liny, lecz Savage skontrował to w inside cradle (przypięcie) i odniósł zwycięstwo. Junkyard Dog nie musiał walczyć w półfinale, ponieważ walka jego rywali, Orndorffa i Santany zakończyła się podwójnym wyliczeniem, przez co JYD przeszedł od razu do finałów powodując złość u Jesse'iego Ventury, który bojkotował to, iż Savage musiał walczyć więcej od Junkyard Doga. Jako część show, odbył się konkurs w którym wzięło udział ponad 250 000 fanów. W konkursie, fan z Batavii wygrał motor marki Rolls-Royce. Ten segment został wycięty w archiwalnym nagraniu z Coliseum Home Video. Jednakże, został przywrócony w edycji na WWE Classics on Demand, archiwalnym "video na żądanie" serwisie.
W walce wieczoru i jednocześnie finałach turnieju spotkali się Junkyard Dog i Randy Savage. JYD wykonał back body drop na Savage'u z górnej liny i ten upadł na podłogę obok ringu. Savage nie był w stanie wrócić do ringu, więc został wyliczony, w rezultacie czego JYD wygrał walkę i turniej.

## Wydarzenia po gali
Wielu wrestlerów zyskało promocję po tym turnieju. Junkyard Dog, zwycięzca turnieju został wypromowany jako zwycięzca pierwszego głównego turnieju w historii WWF. Randy Savage zdobył WWF Intercontinental Championship od Tito Santany 8 lutego 1986 i WWF Championship w podobnym turnieju na WrestleManii IV w 1988. Ricky Steamboat również zdobył Intercontinental Championship, pokonując Savage'a na WrestleManii III w 1987. Dynamite Kid i Davey Boy Smith zdobyli WWF Tag Team Championship na WrestleManii 2 w 1986.

## Wyniki walk
| Nr                                 | Wyniki                                                                         | Stypulacje                                    | Czas  |
| ---------------------------------- | ------------------------------------------------------------------------------ | --------------------------------------------- | ----- |
| 1                                  | Adrian Adonis (w/ Jimmy Hart) pokonał Corporal Kirchnera                       | Runda pierwsza turnieju The Wrestling Classic | 03:22 |
| 2                                  | The Dynamite Kid pokonał Nikolaia Volkoffa (w/ Freddie Blassie)                | Runda pierwsza turnieju The Wrestling Classic | 00:09 |
| 3                                  | Randy Savage (w/ Miss Elizabeth) pokonał Ivana Putskiego                       | Runda pierwsza turnieju The Wrestling Classic | 02:47 |
| 4                                  | Ricky Steamboat pokonał Daveya Boya Smitha poprzez poddanie się                | Runda pierwsza turnieju The Wrestling Classic | 02:53 |
| 5                                  | Junkyard Dog pokonał The Iron Sheika (w/ Freddie Blassie)                      | Runda pierwsza turnieju The Wrestling Classic | 03:27 |
| 6                                  | Moondog Spot pokonał Terry'ego Funka (w/ Jimmy Hart) poprzez wyliczenie        | Runda pierwsza turnieju The Wrestling Classic | 00:27 |
| 7                                  | Tito Santana pokonał The Magnificent Muraco (w/ Mr. Fuji)                      | Runda pierwsza turnieju The Wrestling Classic | 04:16 |
| 8                                  | Paul Orndorff pokonał Boba Ortona poprzez dyskwalifikację                      | Runda pierwsza turnieju The Wrestling Classic | 06:27 |
| 9                                  | The Dynamite Kid pokonał Adriana Adonisa (w/ Jimmy Hart)                       | Ćwierćfinał turnieju The Wrestling Classic    | 06:00 |
| 10                                 | Randy Savage (w/ Miss Elizabeth) pokonał Ricky'ego Steamboata                  | Ćwierćfinał turnieju The Wrestling Classic    | 04:00 |
| 11                                 | Junkyard Dog pokonał Moondog Spota                                             | Ćwierćfinał turnieju The Wrestling Classic    | 00:45 |
| 12                                 | Tito Santana vs. Paul Orndorff zakończyło się podwójnym wyliczeniem            | Ćwierćfinał turnieju The Wrestling Classic    | 08:00 |
| 13                                 | Hulk Hogan (c) pokonał Roddy'ego Pipera poprzez dyskwalifikację                | Singles match o WWF Championship              | 07:00 |
| 14                                 | Randy Savage (w/ Miss Elizabeth) pokonał The Dynamite Kida                     | Półfinał turnieju The Wrestling Classic       | 05:00 |
| 15                                 | Junkyard Dog pokonał Randy'ego Savage'a (w/ Miss Elizabeth) poprzez wyliczenie | Finał turnieju The Wrestling Classic          | 09:00 |
| (c) – mistrz/mistrzyni przed walką |                                                                                |                                               |       |

## Wyniki turnieju
|  | Pierwsza runda    | Pierwsza runda  |               |       | Ćwierćfinały | Ćwierćfinały |  |  | Półfinały | Półfinały |  |  | Finał | Finał |
|  |                   |                 |               |       |              |              |  |  |           |           |  |  |       |       |
|  |                   |                 |               |       |              |              |  |  |           |           |  |  |       |       |
|  |                   |                 |               |       |              |              |  |  |           |           |  |  |       |       |
|  | Adrian Adonis     | Pin             |               |       |              |              |  |  |           |           |  |  |       |       |
|  | Adrian Adonis     | Pin             |               |       |              |              |  |  |           |           |  |  |       |       |
|  | Corporal Kirchner | 03:22           |               |       |              |              |  |  |           |           |  |  |       |       |
|  | Corporal Kirchner | 03:22           | Adrian Adonis | 06:00 |              |              |  |  |           |           |  |  |       |       |
|  |                   |                 | Adrian Adonis | 06:00 |              |              |  |  |           |           |  |  |       |       |
|  |                   | Dynamite Kid    | Pin           |       |              |              |  |  |           |           |  |  |       |       |
|  | Dynamite Kid      | Dynamite Kid    | Pin           | Pin   |              |              |  |  |           |           |  |  |       |       |
|  | Dynamite Kid      |                 |               | Pin   |              |              |  |  |           |           |  |  |       |       |
|  | Nikolai Volkoff   | 00:09           |               |       |              |              |  |  |           |           |  |  |       |       |
|  | Nikolai Volkoff   | 00:09           | Dynamite Kid  | 05:00 |              |              |  |  |           |           |  |  |       |       |
|  |                   |                 | Dynamite Kid  | 05:00 |              |              |  |  |           |           |  |  |       |       |
|  |                   | Randy Savage    | Pin           |       |              |              |  |  |           |           |  |  |       |       |
|  | Ivan Putski       | Randy Savage    | Pin           | 02:47 |              |              |  |  |           |           |  |  |       |       |
|  | Ivan Putski       |                 |               | 02:47 |              |              |  |  |           |           |  |  |       |       |
|  | Randy Savage      | Pin             |               |       |              |              |  |  |           |           |  |  |       |       |
|  | Randy Savage      | Pin             | Randy Savage  | Pin   |              |              |  |  |           |           |  |  |       |       |
|  |                   |                 | Randy Savage  | Pin   |              |              |  |  |           |           |  |  |       |       |
|  |                   | Ricky Steamboat | 04:00         |       |              |              |  |  |           |           |  |  |       |       |
|  | Davey Boy Smith   | Ricky Steamboat | 04:00         | 03:00 |              |              |  |  |           |           |  |  |       |       |
|  | Davey Boy Smith   |                 |               | 03:00 |              |              |  |  |           |           |  |  |       |       |
|  | Ricky Steamboat   | Ref             |               |       |              |              |  |  |           |           |  |  |       |       |
|  | Ricky Steamboat   | Ref             | Randy Savage  | 09:00 |              |              |  |  |           |           |  |  |       |       |
|  |                   |                 | Randy Savage  | 09:00 |              |              |  |  |           |           |  |  |       |       |
|  |                   | Junkyard Dog    | CO            |       |              |              |  |  |           |           |  |  |       |       |
|  | The Iron Sheik    | Junkyard Dog    | CO            | 03:00 |              |              |  |  |           |           |  |  |       |       |
|  | The Iron Sheik    |                 |               | 03:00 |              |              |  |  |           |           |  |  |       |       |
|  | Junkyard Dog      | Pin             |               |       |              |              |  |  |           |           |  |  |       |       |
|  | Junkyard Dog      | Pin             | Junkyard Dog  | Pin   |              |              |  |  |           |           |  |  |       |       |
|  |                   |                 | Junkyard Dog  | Pin   |              |              |  |  |           |           |  |  |       |       |
|  |                   | Moondog Spot    | 00:45         |       |              |              |  |  |           |           |  |  |       |       |
|  | Terry Funk        | Moondog Spot    | 00:45         | 00:17 |              |              |  |  |           |           |  |  |       |       |
|  | Terry Funk        |                 |               | 00:17 |              |              |  |  |           |           |  |  |       |       |
|  | Moondog Spot      | CO              |               |       |              |              |  |  |           |           |  |  |       |       |
|  | Moondog Spot      | CO              | Junkyard Dog  | BYE   |              |              |  |  |           |           |  |  |       |       |
|  |                   |                 | Junkyard Dog  | BYE   |              |              |  |  |           |           |  |  |       |       |
|  |                   |                 |               |       |              |              |  |  |           |           |  |  |       |       |
|  | Don Muraco        | 04:00           |               |       |              |              |  |  |           |           |  |  |       |       |
|  | Don Muraco        | 04:00           |               |       |              |              |  |  |           |           |  |  |       |       |
|  | Tito Santana      | Pin             |               |       |              |              |  |  |           |           |  |  |       |       |
|  | Tito Santana      | Pin             | Tito Santana  | DCO   |              |              |  |  |           |           |  |  |       |       |
|  |                   |                 | Tito Santana  | DCO   |              |              |  |  |           |           |  |  |       |       |
|  |                   | Paul Orndorff   | 08:00         |       |              |              |  |  |           |           |  |  |       |       |
|  | Paul Orndorff     | Paul Orndorff   | 08:00         | DQ    |              |              |  |  |           |           |  |  |       |       |
|  | Paul Orndorff     |                 |               | DQ    |              |              |  |  |           |           |  |  |       |       |
|  | Bob Orton         | 07:00           |               |       |              |              |  |  |           |           |  |  |       |       |
|  | Bob Orton         | 07:00           |               |       |              |              |  |  |           |           |  |  |       |       |

Pin – Przypięcie; Sub – Submission; CO – Wyliczenie poza-ringowe; DCO – Podwójne wyliczenie; DQ – Dyskwalifikacja; Ref – Decyzja sędziego